# Michael Michelau
Michael Andrew Michelau (* 12. Juli 1994 in Trevor, Wisconsin) ist ein US-amerikanischer Volleyballspieler.

## Karriere
Michelau studierte von 2012 bis 2016 am Erskine College in Due West und spielte in der College-Mannschaft. Nach Abschluss seines Studiums ging er zum estnischen Verein Bigbank Tartu. Mit Tartu erreichte er das nationale Pokalfinale und wurde Dritter in der Liga. Anschließend wechselte er innerhalb der Liga zu Järvamaa VK. Dort kündigte er jedoch nach einer halben Saison seinen Vertrag, weil der Verein finanzielle Schwierigkeiten hatte und ihm kein Arbeitsvisum besorgte. 2018 wurde er vom schwedischen Erstligisten Falkenbergs VBK verpflichtet. Mit dem Verein gewann er den schwedischen Pokal und erreichte das Playoff-Halbfinale. 2019 wechselte Michelau zum deutschen Bundesligisten SVG Lüneburg.